# إبراهيم غرايبة
إبراهيم غرايبة (8 يوليو 1962- ) هو باحث وكاتب صحفي أردني، مهتم بحركات الإسلام السياسي، يكتب في الصحف والمجلات الأردنية والعربية، وصدر له عدد من الكتب والدراسات في مجالات الفكر الإسلامي، والعمل الاجتماعي، والتنمية والإصلاح، وعروض الكتب، والثقافة، كما عمل في مجال الدراما وقدم برنامجا تلفزيونيا عن الكتب.

## حياته ونشأته
مؤلف أردني مواليد من بلدة (الهاشمية) في محافظة عجلون، شمال غرب الأردن، في 8 يوليو 1962 لأسرة أردنية محافظة. بعد حصوله على شهادة الثانوية العامة عام 1980 م، توجّه غرايبة إلى جدة للدراسة في جامعة الملك عبد العزيز، حيث حصل منها على درجة البكالوريوس في (المكتبات والمعلومات) عام 1986

## مسيرته
صدرت له عدة كتب ودرسات، مثل جماعة الإخوان المسلمين في الأردن، والحركة الإسلامية والحقوق والحريات، وشارع الأردن: رؤية للإصلاح والتنمية في الأردن، والخطاب الإسلامي والتحولات الحضارية والاجتماعية، والدور الحضاري للأمة المسلمة في عالم الغد، والدين والدولة في الأردن، وجذور الثقافة الوطنية والتقدم، والعولمة حظ أو شقاء المجتمعات، والعالم في مواجهة الفقر والفقر في مواجهة العالم ، وتمكين المجتمعات، والمسؤولية الاجتماعية للشركات، والسراب (رواية) والصوت (رواية)وجزيرة العنقاء (رواية للناشئة) وقطرة ماء تروي قصتها (قصة للأطفال)والحركات والجهود الإصلاحية: رؤية نقدية، والموت في السوسيولوجيا والميثولوجيا، واللغة المنسية: التواصل الإنساني من غير كلمات أو صور، وجهة الحضارات والمجتمعات في عصر المعلومات، التحولات الاجتماعية والثقافية المصاحبة لاقتصاد المعرفة، العمل الصحفي في الحروب، التأثير الاجتماعي للخصخصة على مدينة عمان، من الإسلامية إلى العدالة الاجتماعية (فصل من كتاب عمان مدينة الححر والسلام)، عصر المجتمعات، حقوق الإنسان في الفكر الإسلامي والعالمي، الديمقراطية الإسلامية: هل هي ديمقراطية، هل هي إسلامية، دولة إسلامية أم دولة المسلمين، الأردن القادم، المجتمعات في مواجهة الفساد. صدرت له مجموعة من الكتب والروايات وقصص الاطفال، منها: جماعة الإخوان المسلمين في الأردن، وشارع الأردن، والخطاب الإسلامي، الأردن القادم، والسراب (رواية) والصوت (رواية) وجزيرة العنقاء (رواية للناشئة) وقطرة ماء تروي قصتها (قصة للأطفال) من أعماله مسلسل سلطانة عام 2007. من الدعوة إلى السياسية: الإخوان المسلمون في الأردن، أفكارهم وتاريخهم (2021) التطرف: التكوين المعرفي في الفهم والمواجهة (2017) الاعتدال والتطرف، الأصول الاقتصادية والاجتماعية، 2019. الأردن الممكن (2020) ، جينالوجيا التقدم (2021). الثورة الصناعية الرابعة: التحدي والاستجابة (2022). من الهرمية إلى الشبكية: وجهة الدول والمجتمعات في عصر اقتصاد المعرفة (2020). العيش معا (2-22). الآرامي التائه (رواية، 2021) نشيد الروح الخائفة (رواية، 2023) سفر السلام (رواية، 2022) منديل أزرق جميل (مجموعة قصصية، 2018) التطرف والتنمية (مجلة ابن رشد، 2024) الدين والبيئة (المجلة الدولية للدراسات الدينية، 2024)
نشر له منذ العام 1985م آلاف المقالات في الصحف والمجلات العربية، مثل: المجلة العربية، الإنسان، الحاضر والمستقبل، المستقبل الإسلامي، الأمة، العربي، الدوحة، الدستور، الرأي، الغد، الحياة، الاتحاد، الشرق، العرب، الجزيرة نت، الإسلام اليوم، المجلة، الاتحاد، العرب اليوم، الغد، الجزيرة نت، قضايا دولية، نشرة الإصلاح (كارنيغي)
يعمل الآن باحثا في الجامعة الأردنية -مركز الدراسات الاستراتيجية، ومشرفا على برنامج الجامعة لتنمية المجتمع المحلي، ويكتب مقالة يومية في صحيفتي الغد والعرب، ومقالة أسبوعية في صحيفة الحياة اللندنية، وعمل من قبل في مديرا للدراسات في صحيفة الغد، ومشرفا على الصفحات الثقافية والمتخصصة في صحيفة العرب القطرية، ورئيسا لقسم الدراسات في الجزيرة نت، ومديرا للمحتوى وضبط الجودة في محطة الاي تي في، ومديرا لمركز دراسات الأمة ورئيسا لتحرير مجلة الأمة.
شارك في تأسيس المنتدى الاجتماعي الأردني وهو نائب رئيس المنتدى منذ تأسيسيه في العام 2004م، والجمعية الأردنية لحقوق الإنسان، والمنتدى العالمي للوسطية، وكان ناشطا في صفوف الحركة الإسلامية لفترة طويلة من الزمن، وقد مجموعة من الرؤى الناقدة والتحليلية للعمل الإسلامي.
خصص له محمد أبو رمان جزءا من دراسته للدكتوراه والتي نشرت في كتاب "الإصلاح السياسي في الفكر الإسلامي" ص 104 - 112 وعرض كتاب عمان مدينة الحجر والسلام تأليف مريم عبابسة الصادر عن المركز الفرنسي لدراسات الشرق الاوسط فصلا عنه بعنوان إبراهيم غرايبة من الإسلام السياسي إلى العدالة الاجتماعية. ص 60 - 68. وكتب عنه الصحفي الأمريكي مقالة مطولة بعنوان إبراهيم غرايبة وأزمة المفكر المستقل